# Mouhamadou Sow
Mouhamadou Sow (Dakar, 7 settembre 1968) è un ex cestista senegalese.

## Carriera
Con il Senegal ha disputato i Campionati mondiali del 1998 e cinque edizioni dei Campionati africani (1993, 1995, 1997, 1999, 2001).